# My fair Angel
《My fair Angel》是日本Studio e.go!在2001年7月27日發售的戀愛模擬類型成人遊戲，2006年3月31日發售DVD版。

## 故事
身為錬金術士的迪奥，有天從師父希拉接到創造霍爾蒙克斯並且將她養育成人來做為畢業前的最後試煉。在經過一星期的努力後透過鍊金術成功創造出一名女孩，テオ將她取名為梅芙並且在希拉和艾琳的協助下開始展開兩人的共同生活。

## 角色

### 主要角色
迪奥（聲：空野太陽）
本作男主角。有才能的錬金術士。小時後雙親已不在，在シーラ養育下長大成人。
梅芙（聲：宇佐美桃香）
由テオ自身提供材料利用鍊金術所誕生的霍爾蒙克斯。
希拉
テオ的鍊金術師父，優秀錬金術師。有著天然呆的個性，除了鍊金術外做其他事情容易失敗。
艾琳
工藝店的獨生女，テオ的青梅竹馬。小時後母親已不在，現在和父親一起生活。

### 其他角色
汉娜
雜貨店的看板娘。
クー

## 工作人員
- 角色設計：山本和枝[3]
- 劇本：有原昌顕、寺岡健治、石川洋一
- 音樂：
- 遊戲設計/演出/監督：有原昌顕

## 主題曲
Thank you for your love
作詞：CANDY　作曲：　歌手：CANDY

## 書籍
- [5]

發售日：2001年7月19日　出版社：enterbrain　ISBN 4-7577-0551-4
- [6]

發售日：2002年1月25日　出版社：enterbrain　ISBN 4-7577-0717-7

## 外部連結
- Studio e.go!取自網際網路檔案館（日語）
- Studio e･go!（页面存档备份，存于）（日語）
- 官方網站（页面存档备份，存于）（日語）